# Eccoptopus
Eccoptopus is een vliegengeslacht uit de familie van de roofvliegen (Asilidae).

## Soorten
- E. longitarsis (Macquart, 1838)